# Arthur le fantôme justicier
Arthur le fantôme justicier era un fumetto francese, creato, scritto e disegnato da Jean Cézard. Fu pubblicato per la prima volta su Vaillant n. 449 dal 20 dicembre 1953. L'autore disegnò il fumetto anche per la rivista Pif Gadget fino alla sua morte nel 1977.
Il fumetto parla di un fantasma che combatte il crimine e che può viaggiare nel tempo . Può essere classificato come un fumetto umoristico.
Tra il 1964 e 1977 l'Éditions Vaillant pubblicano il fumetto in una versione tascabile Arthur Poche (piccolo formato).
Il minimalismo delle forme era in forte contrasto con gli sfondi e la storia dettagliata e accuratamente coerenti. Questo è il primo fumetto abbozzato dell'autore, e dopo di esso, ha rinunciato alla sua opera d'arte realista e ha creato alcuni altri fumetti: Les Rigolus et les Tristus e Surplouf le petit corsaire.
Con il nome Arturino sulla rivista dell’API “Pioniere” vennero pubblicate in Italia, in lingua italiana, due serie di tavole di Arthur le fantôme justicier  già pubblicate sulla rivista francese per ragazzi Vaillant. Possiamo trovare i due racconti dal n. 1 del Pioniere 1960 al n.43 del 1961. I titoli sono: Arturino il fantasma giustiziere e Arturino nel Far West.
Arthur le fantôme justicier ha vissuto nuove avventure dopo la scomparsa del suo creatore per altri sette anni, tra il 1982 e il 1988, nelle pagine di Pif Gadget, sotto la penna di una giovane designer, Mircea Arapu, appassionata dell'opera di Jean Cézard.